# Замок Делгаті

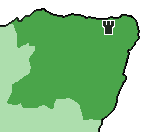
Розташування замку Делгаті в Абердинширі

Зáмок Делгаті (англ. Delgatie Castle) — середньовічний шотландський замок, що знаходиться неподалік від міста Таріфф, в Абердинширі, Шотландія.
Невелике укріплення на місці замку відомо з 1030 року. Збережені частини замку, що стоять нині, були побудовані між 1570 і 1579 роками. 
Додаткові крила і каплиці було додано в 1743 році.
Замок відкритий для відвідування протягом усього року крім різдвяних свят.

## Ресурси Інтернету
- Вікісховище має мультимедійні дані за темою: Замок Делгаті
- http://www.delgatiecastle.com/ [Архівовано 30 листопада 2013 у Wayback Machine.]

1. ↑  Historic Environment Scotland ID
2. ↑  http://www.delgatiecastle.com/History.htm